# Leo Visser
Leendert „Leo“ Visser (* 13. ledna 1966 Haastrecht, Jižní Holandsko) je bývalý nizozemský rychlobruslař.
Na mezinárodních závodech debutoval v roce 1985 v premiérovém ročníku Světového poháru. V téže sezóně také startoval na Mistrovství světa ve víceboji 1986, kde skončil na osmém místě. O rok později již byl čtvrtý, tehdy premiérově také závodil na evropském šampionátu (5. místo). V roce 1988 získal stříbrné medaile na Mistrovství Evropy i světa a další cenné kovy si přivezl ze Zimních olympijských her – stříbro z pětikilometrové tratě a bronz z dvojnásobné distance. Následující ročník evropského i světového šampionátu vyhrál. V dalších dvou letech vybojoval na mistrovství Evropy ještě dvě další medaile (bronz 1990 a stříbro 1991). Svoji sportovní kariéru zakončil startem na zimní olympiádě 1992, kde vybojoval v závodech na 5 km a 10 km shodně bronzové medaile.
V roce 1989 obdržel cenu Oscara Mathisena.
Je ženatý s bývalou nizozemskou rychlobruslařkou Sandrou Voetelinkovou.